# 上海港
上海港（シャンハイこう）は中国上海市にある世界最大の国際貿易港。海上コンテナ輸送量において2021年現在、12年連続世界一位であり、2010年にシンガポール港を抜いた。2019年現在、上海港の取扱コンテナは中国全体の16%に上る。

## 主要ゾーン
- 黄浦江沿岸：上海港の古くからの中心地。張華浜、軍工路、共青、朱家門などの埠頭がある
- 長江沿岸：1990年代以降の上海港の中心地。宝山、羅涇、外高橋などのコンテナ埠頭がある
- 洋山深水港：杭州湾の入り口に建設された上海の外港で、世界のコンテナ航路のハブ港湾。

## 歴史

### 中世
長江河口からすぐのところにある黄浦江の沿岸には古くから港が形成され、北宋の徽宗政和三年（1113年）には華亭県（現在の松江区）に秀州華亭市舶司が置かれ、対外的な港町として発展し始めた。明清代には上海は中国でも有数の港町になった。

### 清王朝

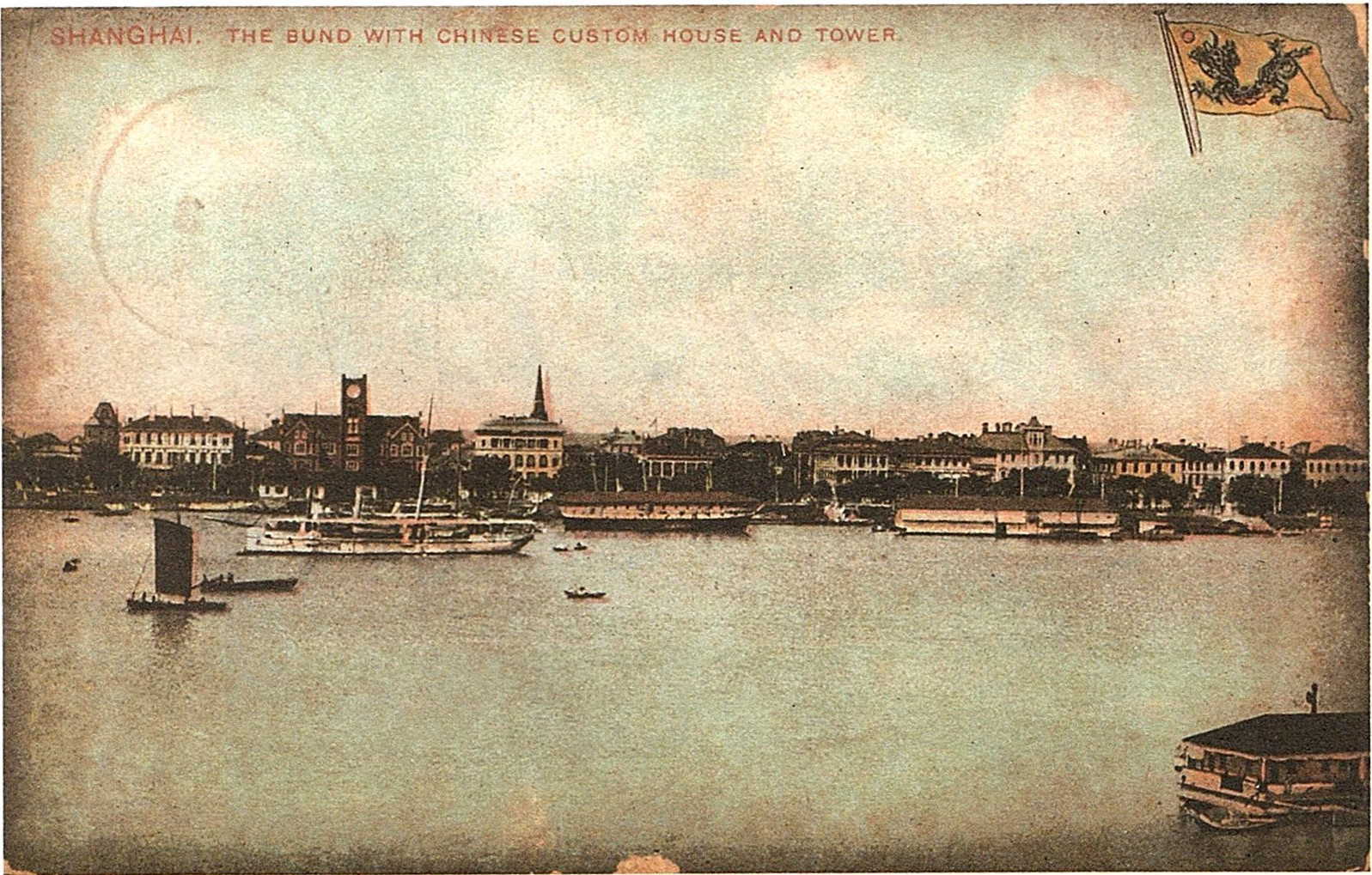
清朝末期の黄浦江。江海関が設置された。

清代の海禁により上海は対外貿易港としての機能を失ったが、長江・大運河・沿海部を結ぶ国内交通の要として、中国国内でも一二を争う港になった。
アヘン戦争後の南京条約により、上海は1843年に条約港として開港し、広州に代わり中国の対外貿易の中心地となった。黄浦江沿岸には欧米各国による上海租界ができ、上海は中国の輸出入の半分ほどを扱うアジア有数の港湾都市になった。

### 戦後
日中戦争時の第二次上海事変（1937年）で上海港は日本軍に占領され、海外資本は香港に逃れた。国共内戦末期の1949年5月、上海は中国共産党に占領された。以後、上海は中国の首位の貿易港であり続けたものの、その世界的地位は中国経済の混乱と停滞とともに低落していった。
1970年代末の改革開放政策とともに上海は再び発展を開始した。黄浦江の両岸の旧式港湾は海上コンテナを扱えるように改造され、さらに黄浦江を出たところにある長江沿岸にも大規模なコンテナ港湾が完成し、上海港の中心は長江沿岸に移った。
1990年代には上海港は世界のコンテナ港の中でも取扱数上位となり、首位となるのも時間の問題となったが、黄浦江は水深が浅く10メートルに満たず、長江も上流から流れる大量の土砂のために水深は10メートル程度に過ぎなかった。年々大型化するコンテナ船が、いずれ上海港に入港できない超パナマックス級（埠頭に15メートル以上の水深を要求するほどの大きさ）になることが予想されたため、中国政府は上海の30キロメートル沖合、東シナ海に面した杭州湾上の嵊泗列島の大洋山島・小洋山島を埋め立て、世界のハブ港湾となる巨大な洋山深水港を建設した。2005年に開港した洋山深水港はその後も拡張を続け、上海港の新たな中心となっている。
2022年4月に上海市が新型コロナウイルス感染拡大の影響でロックダウンした際には上海港で物流が滞り、代替手段として近隣の寧波市などの港を利用して日本への輸出が行われた。
2024年の時点で、上海港には延べ1万5,600隻、1日平均で40隻以上のコンテナ船が停泊し、200以上の国・地域の700を超える港湾との間を結ぶ航路を持つに至った。コンテナ取扱量は5,000万TEU超と記録を更新し、15年連続世界一となった。しかし2025年、アメリカ合衆国大統領にドナルド・トランプが返り咲くと関税の見直し（米中貿易戦争、第2次トランプ政権の関税を参照）が始められた。中国における対米貿易には強いブレーキがかかり、同年4月中旬以降、アメリカ向け貨物船はほとんど見られなくなった。